# Jacob Carl de Bary
Jacob Carl de Bary (* 13. September 1795 in Frankfurt am Main; † 1. August 1878 ebenda) war ein deutscher Bankier und Politiker der Freien Stadt Frankfurt.

## Leben
Jacob Carl de Bary stammte aus einer hugenottischen Familie. Er war der Sohn des Frankfurter Bankiers Johann David de Bary (1748–1812) und seiner Ehefrau Maria Elisabeth de Neufville (1764–1833), ebenfalls aus einer Frankfurter Bankiersfamilie hugenottischer Herkunft. Jacob Carl de Bary wurde Handelsmann, Bankier und Teilhaber des Frankfurter Bankhauses „Johann Mertens“. 1605 gegründet, war es 1690 durch Erbschaft in den Besitz der Familie de Bary gelangt. Zur Zeit von Jacob Carl de Bary war es die älteste existierende deutsche Bank (wurde 1917 von der „Mitteldeutsche Creditbank“ übernommen und in ihre Frankfurter Filiale integriert). An der Befreiungskriegen nahm er 1814/15 als Freiwilliger teil.
1854 gehörte Jacob Carl de Bary zum ersten Bank-Comité (Aufsichtsrat) der Frankfurter Bank. Von 1837 bis 1850 war er Mitglied und von 1848 bis 1850 Senior (Präsident) der Handelskammer Frankfurt.
Am 25. Oktober 1848 wurde er in die Constituierende Versammlung der Freien Stadt Frankfurt gewählt. Sein Mandat endete mit dem Mandatsverzicht am 5. Januar 1850. Er gehörte dem Gesetzgebenden Körper von 1838 bis 1859 an. Von 1855 bis 1859 war er Vizepräsident des Gesetzgebenden Körpers.